# Helen Eustis
Pour les articles homonymes, voir Eustis.
Helen Eustis, née le 31 décembre 1916 à Cincinnati, Ohio, et morte le 11 janvier 2015 à New York, est une auteure américaine de roman policier. Elle est également traductrice du français vers l’anglais.

## Biographie
Elle fait ses premières années de scolarité dans l’Ohio, puis dans un collège du Massachusetts. En 1938, elle s’inscrit à l’université Columbia. Elle travaille un temps comme rédactrice publicitaire, puis se tourne vers la traduction en anglais de romans français, notamment Quand j’étais vieux de Georges Simenon. 
Elle est la deuxième épouse de Alfred Young Fisher, un professeur et poète, dont elle aura un fils, Adam Eustis Fisher. Elle divorce quelques années plus tard et se remarie avec Martin Harris. 
Elle amorce sa carrière littéraire avec la publication de L’Homme horizontal(1946), qui remporte l’Edgar du meilleur roman 1947 et est considéré depuis lors comme un classique du roman policier. En 1954, elle donne un deuxième roman, The Fool Killer, récit d'un tueur à la hache fondé sur une vieille légende et une nouvelle de O. Henry. Ce récit sera adapté au cinéma en 1965.
Elle a également publié des nouvelles, dont plusieurs réunies en 1949 dans le recueil The Captains and the Kings Depart, and Other Stories. Son court roman de littérature d'enfance et de jeunesse intitulé Mr. Death and the Red-Headed Woman (1954) est la reprise d’une nouvelle de 1950 ayant pour titre The Rider on the Pale Horse et ultérieurement republiée dans sa première forme sous le titre Mister Death and the Redhead.

## Œuvre

### Romans
- The Horizontal Man (1946) Publié en français sous le titre L’Homme horizontal, traduit par Marie Eisner, Paris, Éditions Morgan, coll. « Série rouge » no 10, 1947 ; réédition, Paris, Librairie des Champs-Élysées, coll. « Le Masque. Les Reines du crime » no 2317, 1997 Publié en français dans une autre traduction sous le titre  La Possession, traduit par Catherine Grégoire, Paris, Gallimard, coll. « Panique » no 23, 1964 ; réédition de la même traduction sous le titre Sueurs chaudes, Paris, Gallimard, coll. « Panique », 2e série, no 7, 1964 ; réédition de la même traduction sous le titre La Possession, Paris, Gallimard, coll. « La Cible » no 7, 1964 ; réédition, Paris, Gallimard, coll. « Série noire » no 1537, 1972
- The Fool Killer (1954)

### Ouvrage de littérature d’enfance et de jeunesse
- Mr. Death and the Red-Headed Woman (1954)

### Nouvelles

#### Recueil de nouvelles
- The Captains and the Kings Depart, and Other Stories (1949)

#### Nouvelles isolées
- In the Good Old Summertime (1948)
- A Winter’s Tale (1949), nouvelle rééditée en 1980 dans le Ellery Queen's Mystery Magazine.
- Solitarus Street (1949)
- Spoil the Child (1949)
- The Rider on the Pale Horse ou Mister Death and the Redhead (1950)
- The Private Ghost of Benjamin Kell (1952)
- Good-Bye to Oedipus (1953)

## Adaptations

### Au cinéma
- 1965 : The Fool Killer, film américain de Servando Gonzalez (en), adaptation du roman homonyme, avec Anthony Perkins, Dana Elcar et Henry Hull

### À la télévision
- 1956 : The Rider on the Pale Horse, épisode 7, saison 5, de la série télévisée américaine General Electric Theater, tirée de la nouvelle homonyme, avec Gower Champion et Marge Champion

## Prix et distinctions
- Edgar du meilleur roman 1947 pour L'Homme horizontal (La Possession)